# قلات الحدبة (الشحر)
'

تعديل مصدري - تعديل

قلات الحدبة هي إحدى قرى عزلة الشحر بمديرية الشحر التابعة لمحافظة حضرموت، بلغ تعداد سكانها 311 نسمة حسب تعداد اليمن لعام 2004.